# Dipodium hamiltonianum
Dipodium hamiltonianum är en orkidéart som beskrevs av Frederick Manson Bailey. Dipodium hamiltonianum ingår i släktet Dipodium och familjen orkidéer. Inga underarter finns listade i Catalogue of Life.